# Île enchantée
Pour les articles homonymes, voir Île enchantée (homonymie).
L'île enchantée est une île fluviale située sur l'Orne et appartenant à la commune de Fleury-sur-Orne, dans le département du Calvados, en région Normandie. 
Elle s'étend sur environ 60 m de longueur pour une largeur d'environ 20 m,.
Elle correspond à une partie de l'ancienne chaussée du moulin de Bourbillon.